# Clarés de Ribota
Clarés de Ribota – gmina w Hiszpanii, w prowincji Saragossa, w Aragonii, o powierzchni 18,7 km². W 2011 roku gmina liczyła 89 mieszkańców.